# 久徳村 (滋賀県)
久徳村（きゅうとくむら）は滋賀県犬上郡にあった村。現在の多賀町中心部の北方、芹川の中流域にあたる。

## 地理
- 河川：芹川、四手川

## 歴史
- 1889年（明治22年）4月1日 - 町村制の施行により、八重練村・大岡村・栗栖村・一円村・久徳村・月ノ木村・中川原村・木曽村の区域をもって発足。
- 1941年（昭和16年）11月3日 - 多賀村・芹谷村と合併して多賀町が発足。同日久徳村廃止。

## 交通

### 道路
現在は旧村域を名神高速道路が通過するが、当時は未開通。